# Predor Salang
Predor Salang (Dari: Tunel-e Salang, paštunsko د سالنگ تونل: Da Sālang Tūnel ) je 2,67 kilometra dolg predor pod prelazom Salang v hindukuškem gorovju, med afganistanskimi provincami Parwan in Baghlan, približno 60 milj severno od glavnega mesta Kabul. Stoji na skoraj 3200 metrih nad morsko gladino, leta 1964 pa ga je dokončala Sovjetska zveza in s tem povezala severni Afganistan s prestolnico Kabul in južnimi deli države. Predor Salang je strateškega pomena in je edini prelaz v smeri sever–jug, ki je v uporabi vse leto, čeprav je med hladnimi zimami pogosto zaprt zaradi močnih snežnih padavin.

## Pregled
Predor predstavlja glavno povezavo sever-jug v Afganistanu, ki skrajša čas potovanja z 72 na 10 ur in prihrani približno 300 kilometrov poti. Doseže nadmorsko višino približno 3400 metrov in je dolg 2,67 kilometra. Širina in višina tunelske cevi je 7 metrov. Drugi viri pravijo, da predor na vozišču ni širši od 6,1 metra in ni višji in 4,9 metra, vendar le na sredini.
Po podatkih iz leta 2010 skozi predor Salang dnevno pelje približno 16.000 vozil. Druga poročila pravijo, da je predor zasnovan za 1000 vozil na dan, zdaj pa dnevno sprejme od sedem do deset tisoč vozil.
Je del ceste 1 (obvoznica).

## Zgodovina
Leta 1955 sta Afganistan in Sovjetska zveza podpisali sporazum o začetku skupnega razvoja ceste Salang, najprej po zgodovinski poti preko prelaza Salang. Predor je bil odprt leta 1964 in je zagotavljal celoletno povezavo od severnih delov države do Kabula. Bil je najvišji cestni predor na svetu do leta 1973, ko so ZDA zgradile Eisenhowerjev predor — le nekoliko višji in nekoliko večji — v Koloradu v Skalnem gorovju  (Rocky Mountains).
Prezračevalni sistem je bil zgrajen leta 1976.
Znan je po smrtonosnem požaru, ki se je zgodil novembra 1982 in številnih plazovih. Serija snežnih plazov je februarja 2010 zahtevala smrt kar 172 ljudi; bodisi kot neposredna posledica plazu bodisi zaradi ujetja.
Po umiku Sovjetske zveze iz Afganistana leta 1989 je vzdrževanje trpelo, na koncu pa sta bila med bojem med afganistanskim severnim zavezništvom in talibani v letih 1997–1998 uničena vhoda v predor, prav tako razsvetljava in prezračevalni sistem, tako da so ga lahko prečkali le peš in v temi. Po strmoglavljenju vlade, ki so jo vodili talibani, so skupna prizadevanja agencij iz Afganistana, Francije, Rusije, Združenih držav in drugih počistila mine in naplavine ter 19. januarja 2002 ponovno odprle predor.
V začetku leta 2010 je še vedno prejemal sredstva ISAF za popravila in obnovo. Vsak dan skozi tunel prevozi med sedem in deset tisoč vozil.
Leta 2012 je Agencija Združenih držav za mednarodni razvoj (Ameriška agencija za mednarodni razvoj|USAID) izdelala tehnično študijo za nov predor, ki sega od regije Olang v provinci Parwan do DoShakh v provinci Baghlan in gre skozi gore Hindukuša, dlje od sedanjega predora. Zasnova bi skrajšala potovalno razdaljo za 30 do 40 km.

## Incidenti

### Nesreča leta 1980
Med sovjetsko-afganistansko vojno je bil predor ključna vojaška vez na jugu, vendar so ga afganistanski borci mudžahidi pogosto uporabili pri zasedah. 23. februarja 1980 je bil zaradi prometne nesreče ujet konvoj sovjetske vojske in 16 njihovih vojakov se je zadušilo zaradi izpušnih plinov.

### Požar 1982
3. novembra 1982 je v požaru v predoru Salang umrlo 64 sovjetskih vojakov in 112 Afganistancev; očitno je po trku v predoru eksplodirala avtocisterna, ogenj pa je zajel vojaški konvoj. Drugi viri postavljajo nekatere razlike v številu smrtnih žrtev, čeprav Guinnessova knjiga rekordov 2007 navaja isto številko, torej "približno 176" smrtnih žrtev.

### Plaz 2002
Nekaj tednov po ponovnem odprtju je bilo v predoru zaradi snežnega plazu na njegovem južnem koncu ujetih več sto ljudi. Medtem ko je bila večina ljudi rešena, je prišlo do smrtnih žrtev zaradi zadušitve in zmrzovanja. Po nadaljnji sanaciji julija 2004, je lahko po predoru stekel dvosmerni promet.

### Plazovi 2009
Snežni plazovi na pristopu do predora so januarja 2009 ubili najmanj deset ljudi.

### Plazovi 2010
8. februarja 2010 je serija najmanj sedemnajstih snežnih plazov zadela območje okoli predora, pokopala kilometre ceste, ubila več deset ljudi in zaustavila še stotine. V snegu je bilo zakopanih na stotine avtomobilov. Po navedbah uradnikov naj bi bilo skupno umrlih več kot 150 ljudi. Poročali so o najmanj 400 poškodovanih.
Afganistanska narodna vojska in NATO sta s svojimi helikopterji rešila najmanj 2500 ljudi, ki so bili ujeti v vozilih.
Plazove je povzročil nenaden vihar, ki je prizadel območje in zaprl predor ter ceste okoli njega na obeh straneh predora.
Predor je bil ponovno odprt 12. februarja 2010.